# Agha Hasan Abedi
Agha Hasan Abedi (* 14. Mai 1922 in Lucknow, Britisch-Indien; † 5. August 1995 in Karatschi, Pakistan) war ein pakistanischer Bankier und Philanthrop, der 1972 die Bank of Credit and Commerce International (BCCI) gründete. Die BCCI war zwischenzeitlich die siebentgrößte Privatbank der Welt und musste 1991 wegen eines von US-amerikanischen und britischen Behörden aufgedeckten Finanzskandals geschlossen werden. Abedi zog sich 1988 nach einer Herztransplantation aus dem Bankgeschäft zurück und starb 1995 im Alter von 73 Jahren an einem Herzinfarkt.
Abedi war Mitglied im Club der 1001.